# Ruta centroasiática
La Ruta Centroasiática es una ruta de vuelo migratorio de las aves, también llamada Ruta de Asia Central-India o Ruta de Asia Central-Asia del Sur. Cubre una gran área continental de Eurasia entre el Océano Ártico y el Océano Índico y las cadenas de islas asociadas. Esta gran ruta comprende varias rutas específicas de aves migratorias, entre ellas las de aves acuáticas, la mayoría de las cuales se extienden desde el extremo norte, en los territorios de cría de Siberia, hasta los territorios de invernada como extremo sur, en Asia Occidental, Asia del Sur, las Maldivas y el Territorio Británico del Océano Índico.

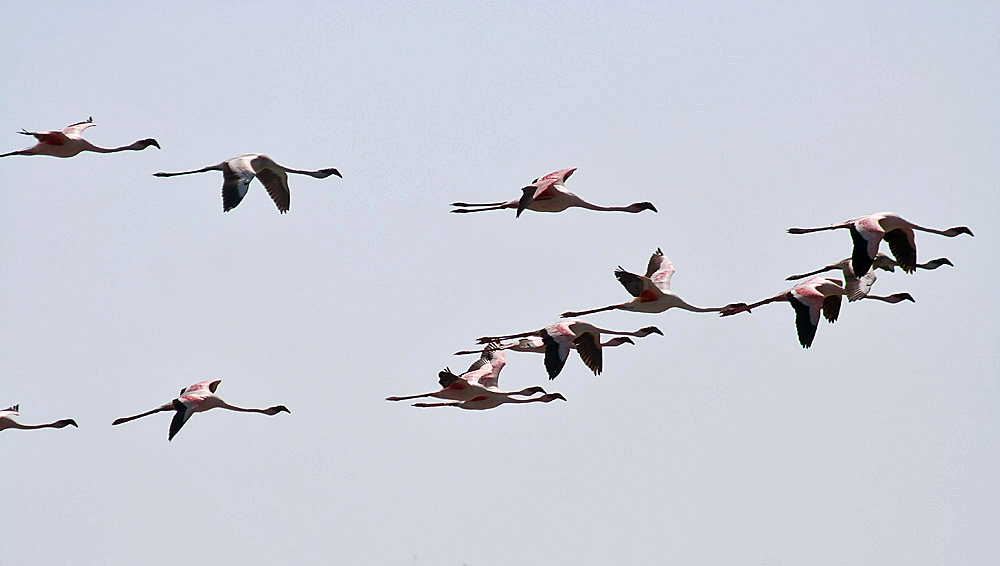
Flamencos enanos en pleno vuelo en el Lago Chilika.

## Rango
La Ruta de Vuelo Migratorio es un concepto operativo ligado a las aves acuáticas cuyas poblaciones uno quisiera manejar en la totalidad de su espacio migratorio.

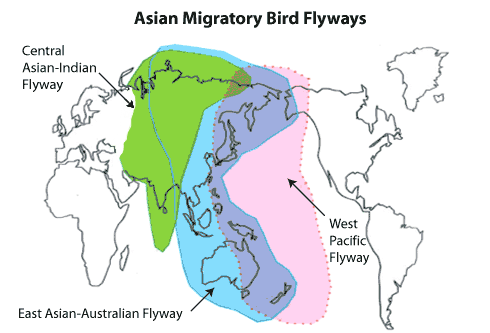
La Ruta Centroasiática se sobrepone hacia el nordeste con la Ruta de Asia Oriental –Australasia y en el extremo nordeste con la Ruta del Pacífico Occidental.

La Ruta Centroasiática se centra esencialmente en el subcontinente Indio, una de las tres mayores áreas de invernada de aves acuáticas en el Viejo Mundo, las otras dos son África y el sudeste de Asia. Estas áreas de invernada están geográficamente separadas y presentan situaciones completamente diferentes en términos ecológicos, históricos y culturales.
La Ruta Centroasiática  cubre 30 países asiáticos. Es inevitable que el área norte de cría de esta ruta se sobreponga en gran parte con las de las rutas Asiático-Africana y Asia Oriental-Australasia, y esto ocurre mayormente dentro de un único país, la Federación de Rusia. La ruta Centroasiática comparte con la ruta Asiático-Africana el área en 16 países (también miembros del acuerdo AEWA). Estos son: Afganistán, Arabia Saudita,  Armenia, Azerbaiyán, Baréin, China, Emiratos Árabes Unidos,  Georgia, Irán, Kazajistán, Mongolia, Pakistán, Reino Unido (por las Islas Chagos), Rusia, Sri Lanka, Tayikistán, Turkmenistán y Uzbekistán. Los países remanentes no mencionados que son cubiertos por la Ruta Centroasiática son Bangladés, Birmania, Bután,  India, Irak, Kuwait, Kirguistán, Maldivas, Nepal, Omán, Catar y Yemen.

## Especies

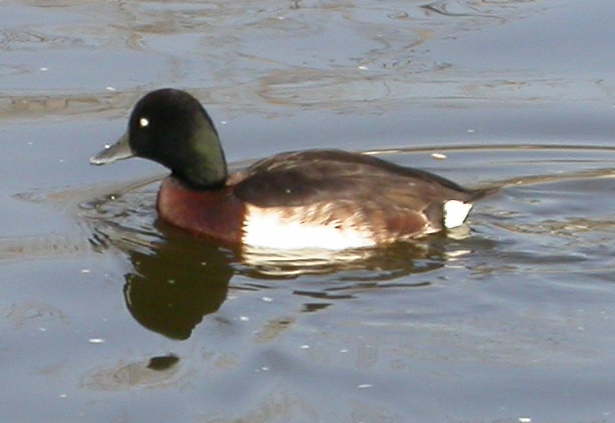
Porrón de Baer.

La Ruta Centroasiática cubre al menos 279 poblaciones de 182 especies de aves acuáticas migratorias, incluyendo 29 especies amenazadas y casi amenazadas globalmente, que crían, migran y pasan el periodo no reproductivo invernal dentro de esta región. Especies en peligro crítico:  ibis eremita y garza ventriblanca; en peligro: marabú argala y porrón de Baer; vulnerables:  grulla cuellinegra, rayador indio, marabú menor, ave sol asiático, cormorán de Socotora y agachadiza del Himalaya; y casi amenazadas: ibis oriental, flamenco enano, cormorán pigmeo y  gaviota ojiblanca, están todas restringidas o mayormente restringidas al área de la Ruta Centroasiática

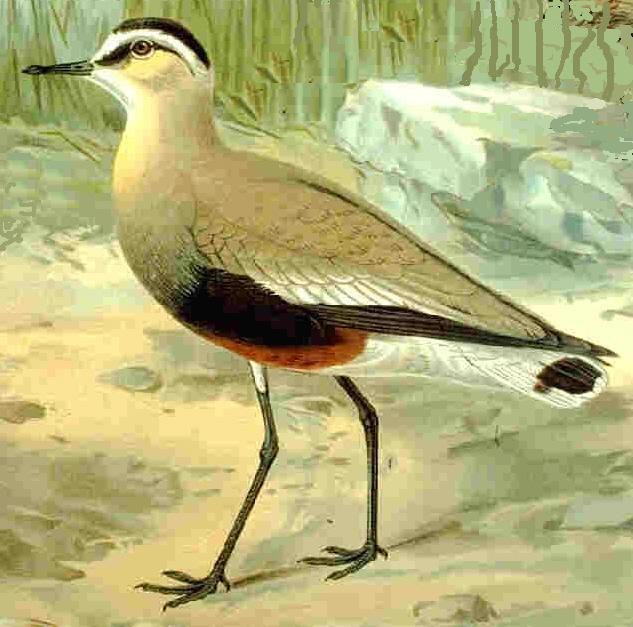
Avefría sociable.

Adicionalmente, el área de cría de algunas especies incluyendo las amenazadas críticamente: grulla siberiana, zarapito fino, Avefría sociable, correlimos cuchareta; las en peligro: barnacla cuellirroja, archibebe oscuro, malvasía cabeciblanca; las vulnerables: pelícano oriental, pelícano ceñudo, ansar chico, cerceta pardilla, gaviota relicta; y las casi amenazadas: canastera alinegra, porrón pardo, guion de codornices y agujeta asiática, están mayormente restringidas al área aunque el área de invernada se superpone con el área de las rutas vecinas.

## Conservación
La cooperación regional entre los estados de la Ruta Centroasiática se está realizando para promover la conservación de las aves acuáticas migratorias y sus hábitats. Ésta se encauza mediante varias convenciones internacionales entre las que se  incluyen: Plan de Acción de la Ruta Centroasiática de Vuelo Migratorio de Aves Acuáticas, Convención sobre la Conservación de Especies Migratorias (CMS), Acuerdo Africano-Eurasiático sobre la Conservación de Aves Acuáticas Migratorias (AEWA), 
Convención sobre Humedales de Importancia Internacional (Ramsar) y Convención sobre la Diversidad Biológica (CBD) y agencias de desarrollo incluyendo a:  Programa de las Naciones Unidas para el Medio Ambiente (UNEP), Programa de las Naciones Unidas para el Desarrollo (PNUD), Banco Mundial y Banco de Desarrollo Asiático (ADB) y organizaciones no-gubernamentales internacionales como BirdLife International, International Crane Foundation (ICF), Unión Internacional para la Conservación de la Naturaleza (IUCN), Fondo Mundial para la Naturaleza (WWF) y Wetlands International, las cuales cooperan de manera conjunta en la conservación de la naturaleza tanto nacional como regionalmente.
Los planes regionales complementan las acciones que son llevadas a cabo por los gobiernos nacionales para promover la conservación. Varios países tienen áreas protegidas bien establecidas para conservar hábitats importantes para las aves acuáticas migratorias.

## Bangladesh

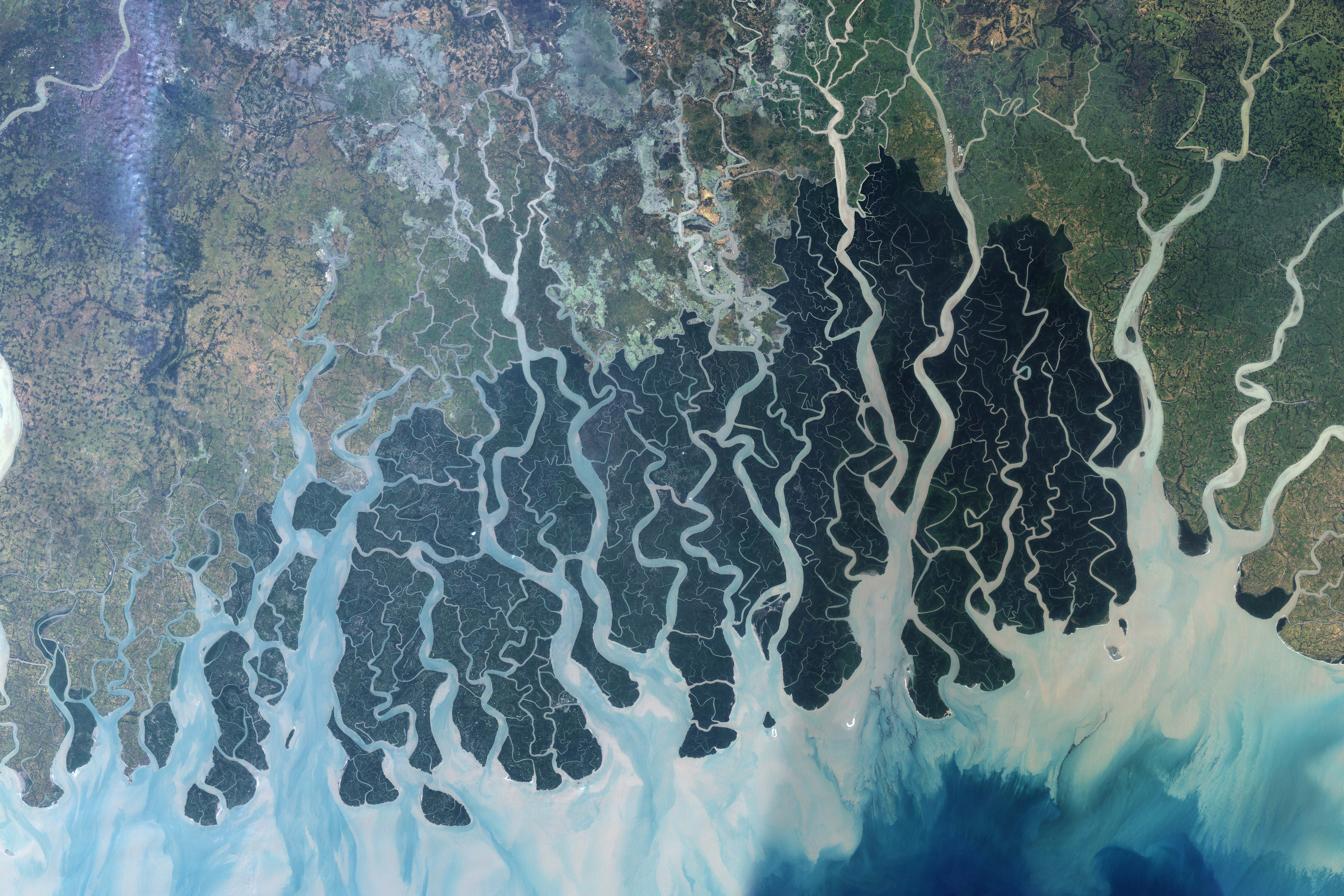
Imagen satelital de los Sundarbans.

Más de dos tercios de las tierras del país pueden ser clasificadas como humedales según la definición de Ramsar. Es un país dominado por humedales que incluyen a estuarios, manglares es decir los Sundarbans, ciénagas de agua dulce como haor, pantanos y ríos. Existen cerca de 628 especies de aves in Bangladesh, de las cuales 244 son migratorias. cerca de 100 especies de aves migratorias visitan regularmente u ocasionalmente el país. Considerando las amenazas actuales para la supervivencia de aves acuáticas en el país, 31 especies migratorias acuáticas son de alta prioridad en acciones futuras para conservarlas. 14 de estas especies están amenazadas. 

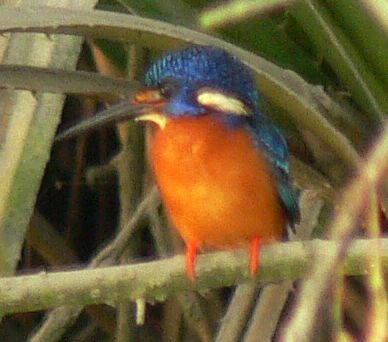
martín pescador meninting, de preocupación menor en los Sundarbans.

Los humedales son el hábitat de cerca de 70 especies de aves acuáticas residentes incluyendo patos, somormujos, cormoranes, garzas, garcetas, cigüeñas, rascones, jacanas, avesoles, chorlitos y otras limícolas, gaviotas, charranes y rayadores. Once especies de aves acuáticas residentes son amenazadas. Las especies importantes son: ave sol asiático, rayador indio,  ibis oriental, marabú argala, marabú menor, cerceta del Baikal, porrón de Baer, porrón pardo, agachadiza del Himalaya, archibebe moteado y correlimos cuchareta.
Los humedales de Bangladesh están siendo degradados rápidamente debido a la presión de la población, retención de agua para irrigación, destrucción de bosques de pantanos y muchas otras causas antropogénicas y naturales. La conversión de hábitat en gran escala, las políticas insostenibles de recolección y explotación de recursos naturales, y la falta de consideraciones ecológicas han llevado a la destrucción de valiosos hábitats humedales para aves acuáticas y otra biodiversidad asociada. Se requiere acción inmediata para restaurar estos hábitats y conservar las aves acuáticas de Bangladesh.
Las áreas claves de reproducción y congregación de Bangladesh son: áreas haor como estuario del Meghna, haor de Tanguar, haores de Hail-Hakaluki, Chalan Beel, y los Sundarbans y otros manglares costeros incluyendo a Hatia y Nijhum Dweep, áreas haor del noroeste e islas marítimas.
Los bosques de mangles de Sundarbans de Bangladesh están incluidos dentro de las 139,699 hectáreas de los tres santuarios de vida silvestre que son parte del Sitio Sunderbans  Patrimonio Mundial de la Unesco. El Ministerio de Medio Ambiente y Bosques a través de su Departamento de  Manejo de Vida Silvestre y Círculo de Conservación de la Naturaleza es la principal estructura institucional para la conservación de la vida silvestre incluyendo las aves acuáticas y sus hábitats. El Ministerio de Tierras es la autoridad legal para el manejo de tierras incluyendo los humedales.
Bangladesh es signatario de los convenios CBD, CMS, CITES y Ramsar. Ninguna iniciativa a nivel nacional se ha tomado para las aves acuáticas. Pero censos autofinanciados se realizan cada año en hábitats seleccionados.

## India
La India es el país núcleo de la Ruta de Migración Centroasiática y sostiene 257 especies de aves acuáticas. De ellas, 81 especies son migratorias de interés para la conservación en esta ruta, incluyendo tres especies en peligro crítico, seis en peligro y 13 casi amenazadas. El Ministerio de Medio Ambiente y Bosques es la agencia nodal para el desarrollo de estrategias, planes de acción y programas de manejo nacionales, regionales e internacionales sobre la conservación de aves acuáticas y humedales. La implementación de planes de acción es a través de las agencias de medio ambiente y bosques de los estados con actividades complementarias provistas por muchas instituciones académicas, organizaciones de conservación no-gubernamentales, instituciones profesionales y agencias internacionales. Las instituciones del gobierno nacional involucradas en la investigación y el manejo de las aves acuáticas migratorias y los humedales incluyen a: Zoological Survey of India, Sálim Ali Centre for Ornithology and Natural History, Wildlife Institute of India, Indian Institute of Forest Management, Centre for Environment Education, Indian Institute of Economic Growth, Indira Gandhi Institute of Development Research y  Indian Council of Agricultural Research
La Sociedad de Historia Natural de Bombay es la primera organización no-gubernamental en la India en trabajar con las aves acuáticas y los humedales. La India tiene identificados más de 300 sitios RAMSAR potenciales, de los cuales 25 han sido implementados.
La India es notable entre los países de la Ruta Centroasiática, con una extensa serie de áreas importantes para aves y Protected areas of India áreas protegidas que incluyen: bird sanctuaries santuarios de vida silvestre y parques nacionales en humedales que proveen áreas convenientes de parada e invernación para aves migratorias que usan la Ruta Centroasiática.
Listados de norte a sur a lo largo de la Ruta Oriental sobre o cerca de la costa oriental incluyen: Santuario de vida silvestre y Parque Nacional de Bhitarkanika, Santuario de Vida Silvestre Chandka-Dampara, Mangal Jodi Santuario de Aves Nalabana, Santuario de Vida Silvestre Coringa y estuario Godavari, Santuario de Vida Silvestre Lago Kolleru, Santuario de Aves Nellapattu, Santuario de Aves Lago Pulicat, Parque Nacional Guindy, Kaliveli Tank y estuario Yeduyanthittu, Lago Bahour, Santuario de Vida Silvestre y de Aves Point Calimere, Santuario de Vida Silvestre Karaivetti, Big Tank (Peria Kanmai) y Sakkarakotai Kanma, Santuario de Aves Chitrangudi y Santuario de Aves Kanjirankulam, Parque Nacional Marino Golfo de Mannar y Santuario de Aves Kunthangulam
Los santuarios para aves acuáticas migratorias listados de norte a sur a lo largo de la Ruta Occidental sobre o cerca de la costa occidental de la India incluyen: Rann de Kutch, Ciudad Flamenco, Pastizal de Banni Chhari Dhand, Pastizal Naliya, Santuario de Vida Silvestre Abutarda Lala, Santuario de Aves Porbandar, Lago y Santuario de Aves Khijadiya,  Parque Nacional Marino y Santuario de Vida Silvestre Golfo de Kutch, Salinas Charakla, Santuario de Aves Nal Sarovar, Parque Nacional Blackbuck, Velavadar, Bhal area,  Parque Nacional y Santuario de Vida Silvestre Gir, Lago KajPipalava Bandharo, Santuario de Vida Silvestre Bhimashankar, Ensenada Mahul - Sewree, Parque Nacional Sanjay Gandhi, Santuario de Vida Silvestre Koyna, Isla Burnt (Bandra) Vengurla Rocks, Humedales Carambolim,  Santuario de Vida Silvestre Bhagwan Mahavir, Santuario de Vida Silvestre Cotigao, Parque Nacional Anshi,  Santuario de Aves Gudavi, Parque Nacional Kudremukh, Santuario de Vida Silvestre Bhadra, Santuario de Vida Silvestre Bramhagiri,  Santuario de Vida Silvestre Aralam, Kattampally, Reserva de la Biosfera Nilgiri incluye: Parque Nacional Mukurthi, Parque Nacional Mudumalai, Santuario de Vida Silvestre Wynad, Parque Nacional Bandipur y Parque Nacional Valle Silente, Santuario y Parque Nacional Indira Gandhi, Parque Nacional Periyar, Humedal Kole, Santuario de Vida Silvestre Neyyar y Santuario de Aves Suchindram Theroor, el área protegida más al sur en el área continental de la Ruta Centroasiática

## Pakistán
Pakistán provee territorios de congregación para grandes cantidades de aves migratorias de Siberia, Asia Central y Europa. Especies comunes y amenazadas invernan en humedales por todo el país. Han existido pocos estudios para monitorear las poblaciones de aves migratorias y el uso que hacen de los humedales. Los sistemas actuales de manejo de las rutas migratoria se basan en la información de cazadores locales, y registros erráticos de vida silvestre y estimados aproximados. 

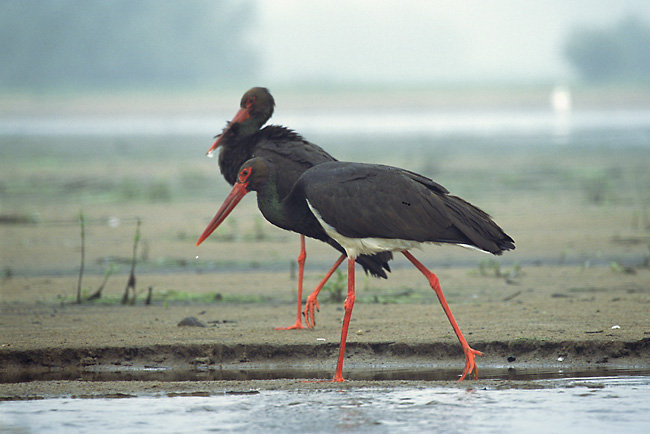
Cigüeña negra.

Los sitios humedales claves incluyen a: el Lago Mangla, el Lago Rawal en el Parque Nacional Colinas Margalla, el Lago Zangi Nawar, los humedales de alta montaña en el norte de Pakistán que incluyen el complejo de humedales de Naltar y los  humedales de las planicies del Parque Nacional Deosai. Han existido varios reportes de cigüeñas negras, grullas y bandadas de la vulnerable cerceta pardilla. El Censo de Aves Acuáticas Asiáticas de Wetlands International cubrió 94 humedales en Pakistán entre 1997 y 2001, con la cobertura más amplia en 1993 cuando 269 sitios fueron cubiertos, proveyeron datos valiosos sobre poblaciones de aves acuáticas, su distribución y estado.
WWF reportó que los humedales de Pakistán y sus ricos recursos biológicos están amenazados por sobreexplotación, destrucción de hábitat y ambientes contaminados. Las causas principales para la degradación de humedales son el manejo ineficiente, pobre participación de los involucrados y falta de coordinación para las estrategias de manejo.

## Rusia
Cerca de la mitad del territorio de la Federación Rusa está en el área de la Ruta Centroasiática. Entre las 176 especies de la ruta, 143 (85%) están localizadas (y la mayoría cría) en el territorio ruso. La mayoría de las especies pertenecen al grupo de  los patos y a los grupos limícolas en los caradriformes. 37 especies que viven en el área de la Ruta Centroasiática están incluidas en el Libro Rojo de Rusia y más de 40 especies son objeto de caza.

## Sri Lanka
Sri Lanka es la masa terrestre más al sur en la Ruta Centroasiática y es el destino final de muchas aves migratorias que salen de las rutas migratorias Oriental y Occidental de la India y de las Islas Andamán El Departamento de Conservación de Vida Silvestre en Sri Lanka ha declarado cuatro sitios RAMSAR y declaró otras Áreas Protegidas que son humedales hábitats de aves acuáticas migratorias. Estos incluyen: Santuario Anawilundawa, Santuario Bellanwilla - Attidiya, Parque Nacional Bundala, Santuario Gains Tank, Parque Nacional Gal Oya, Parque Nacional Kumana,  Santuario Muthurajawela y Parque Nacional Yala.